# Hans Lobenhofer
Hans Lobenhofer (Würzburg, 15 settembre 1916 – Göttingen, 14 settembre 2014) è stato un alpinista, ingegnere e imprenditore tedesco, fu un componente della spedizione alpinistica tedesca al Nanga Parbat del 1939 che esplorò una possibile via di scalata della nona vetta più alta del mondo. È considerato uno dei padri intellettuali della moderna modellazione dei processi e del controllo di qualità nel settore dei materiali a base di legno.

## Biografia
Hans Lobenhoffer nacque a Würzburg in Baviera, nel 1916. Suo padre era un importante chirurgo. Iniziò ad arrampicare dopo una gita scolastica nella montuosa Corsica e sui monti dell'Algovia nei pressi di Sonthofen. Già prima di diplomarsi al liceo umanistico all'età di 19 anni (1935), riuscì nel 1934 a compiere la prima ascensione della Trettachspitze attraverso la parete est "dritta". A lui si attribuisce anche la prima ascensione della Wolfebnerspitze meridionale attraverso la cresta sud-occidentale (1933) e attraverso la parete sud (1932, "via Lobenhoffer/Tröndle").
Si sa poco di molti aspetti della sua vita, perché ne parlava raramente, persino con i suoi familiari più stretti, ma alla fine del 1935 si unì alla "100a Brigata di fucilieri di montagna" dell'esercito iniziando il suo addestramento da ufficiale. Scalò molte grandi pareti sulle Alpi, vicino al confine austriaco, durante l'esplosione di tecniche di arrampicata innovate perseguite dai giovani alpinisti dell'esercito e dai club di arrampicata. "Ero curioso delle grandi pareti lisce, strapiombanti e spietate per le quali avevo sviluppato un prurito", scrisse Lobenhoffer. "Molti scalatori non si dilettavano in otto ore di tale tormento, ma io lo trovavo molto piacevole e impressionante".
Dopo la guerra, scalò le vette più alte delle Alpi e delle Dolomiti. Affrontò la parete nord della Westlichen Zinne (Cassin), quasi 609 m. (2.000 piedi) di roccia a strapiombo senza possibilità di ritirata, che era stata scalata solo nove volte dal 1935. Partendo con un amico, rimasero stupiti nel trovare due italiani davanti a loro. Quella notte, non provò "nessuna delle presunte romanticherie del bivacco come spesso citate nella letteratura alpinistica", quando era appeso a quattro chiodi con i piedi penzoloni in aria. Una volta convinse sua moglie a scalare la "classica" via Charmoz-Grepon di 15 ore nel gruppo del Monte Bianco come tour introduttivo.
Pubblicò articoli in cui descriveva traversate disperate, in cui a volte la corda era troppo corta, in cui si congelava nella nebbia, nella foschia e nei venti freddi, in cui soffriva la fame e in cui rimaneva incantato da straordinari fenomeni meteorologici.  Nel 1939 fu selezionato come membro della Spedizione alpinistica tedesca al Nanga Parbat del 1939, spedizione organizzata dalla Deutsche Himalaja-Stiftung (Fondazione tedesca per l'Himalaya). La spedizione era guidata da Peter Aufschnaiter, un esperto alpinista himalayano che era stato con Paul Bauer al monte Kangchenjunga nel 1929 e nel 1931.  Gli altri membri erano Heinrich Harrer, che era stato con la spedizione che aveva effettuato la prima ascensione attraverso la parete nord dell'Eiger nel 1938 e Ludwig Chicken, uno studente austriaco di medicina. Il loro compito non era quello di raggiungere la vetta, quanto di esplorare la montagna alla ricerca di un possibile passaggio in previsione di una spedizione futura. 
Il gruppo partì da Rawalpindi l'11 maggio e effettivamente trovò una possibile via, seppur difficile e pericolosa, per raggiungere il Nanga Parbat. Raggiunsero un'altitudine di circa 6.000 metri. Il 13 giugno Lobenhoffer e Chicken scalarono la via Mummery: trovarono un pezzo di legno da ardere lungo circa 25 cm e sospettarono di aver trovato un resto dell'alpinista Albert Mummery che nell'agosto del 1895, insieme a due gurkha, tentò di trovare un attraversamento ad alta quota dalla valle del Diamir al ghiacciaio Rakhiot e raggiungere così il Nanga Parbat: non furono mai più visti. Sono considerate le prime vittime del Nanga Parbat.
Il gruppo Aufschnaiter non ottenne ulteriori permessi per proseguire la scalata del Rakaposhi e quindi rimase sul fianco del Diamir fino a circa la fine di luglio. Alla fine di giugno Lobenhoffer si ammalò di una grave tonsillite e di una febbre settica. Grazie ai farmaci e a una discesa intermedia si riprese e in seguito riuscì a continuare la salita.
Il 1° settembre 1939 con lo scoppio della seconda guerra mondiale, tutti e quattro i membri della spedizione furono arrestati e condotti a Dehra-Dun vicino a Mussorie nell'India settentrionale (autunno 1940). Qui Lobenhoffer gettò le basi della sua conoscenza matematica durante questo periodo. Trasferito in Canada, rientrò in Germania nel 1945.
Lobenhoffer tra il 1952 e il 1956 studiò ingegneria meccanica all'università di Monaco di Baviera dove si laureò con il premio onorario come migliore della sua classe. Aprì una piccola falegnameria e intraprese una carriera nella tecnologia del legno. Dal 1958 in poi ricoprì posizioni di rilievo nel settore dei prodotti industriali in legno. Secondo la pubblicazione commemorativa "100 anni della sezione DAV di Rosenheim", i suoi viaggi in montagna più importanti risalgono al 1946, quando visse a Bad Reichenhall e Rosenheim. "1946 prima salita della parete sud-est del Kleiner Mühlsturzhorn, 1947 prima salita invernale del Gölltrichter, 1948 una delle prime ripetizioni della difficilissima 'Schober' sulla Schüsselkarturm inferiore, 1949 prima salita della parete sud-ovest del Kleiner Mühlsturzhorn e terza salita della via Cassin sulla parete nord della Westliche Zinne". Dall'inizio del 1952 fino al 1958 circa, Lobenhoffer tenne diverse conferenze a Rosenheim, tra cui sulla tecnologia delle segherie,  tecnologia del legno,  tecnologia di produzione (organizzazione operativa e pianificazione) e produzione di mobili. Contribuì anche alla fondazione del centro tecnologico del legno. Nonostante queste diverse attività, Lobenhoffer riuscì comunque a portare a termine importanti tour come la parete nord del Grand Charmoz, la parete sud-occidentale della Marmolada. Negli anni '90 supportò Dieter Greubel fornendo consulenza e sviluppando software per la valutazione statistica dei dati di processo. Completò gli studi in economia nel 1990 con una tesi sul tema “Controllo della qualità di una linea di formatura di pannelli truciolari”. Dopo il pensionamento, a 90 anni si dedicò con entusiasmo alla stesura di manuali. Dai suoi due matrimoni, con Gertraud Pflanz nel 1951 e Uta Werner nel 1963, ebbe tre figli.
La sua vita da alpinista era stata quasi dimenticata fino a quando comparve nelle cronache a seguito di un'intervista del 2008 con il compagno alpinista Chicken in merito alla spedizione himalayana del 1939.